# دی هاویلند کانادا دی‌اچ‌سی-۱ چیپ‌مونک
دی هاویلند کانادا دی‌اچ‌سی-۱ چیپ‌مونک (به انگلیسی: de Havilland Canada DHC-1 Chipmunk) یک هواگرد از نوع هواپیمای آموزشی ساخت شرکت د هویلند کانادا  است. هواگرد دی‌اچ‌سی-۱ چیپ‌مونک نخستین پروازش را در ۲۲ مه ۱۹۴۶ میلادی انجام داد. این هواگرد در سال ۱۹۴۶ میلادی رسماً معرفی گردید و در سال‌های ۱۹۴۷–۱۹۵۶ تولید شده‌است. در مجموع، تعداد 1,284 فروند از این هواگرد ساخته شده‌است.
طراح این هواگرد، Wsiewołod Jakimiuk بود.